# Galeras (volcan)
Pour les articles homonymes, voir Galeras et La Galera (homonymie).
Le Galeras, également appelé La Galera ou encore Volcan de Pasto, est un volcan de 4 276 mètres d'altitude de Colombie situé dans le département de Nariño, à l'ouest de sa capitale San Juan de Pasto

## Géographie

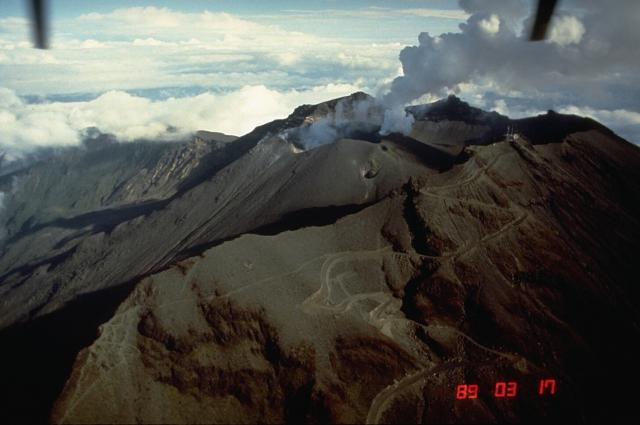
Vue aérienne du sommet du Galeras vu vers le nord : le cône fumant est cerné au nord, à l'est et au sud par les rebords de la caldeira en fer à cheval ouverte vers l'ouest. La route en lacet mène à une base militaire.

Le Galeras est situé dans le Sud-Ouest de la Colombie, dans les Andes, non loin de la frontière équatorienne se trouvant au sud-ouest, dans le département de Nariño, à l'ouest de sa capitale et plus grande ville San Juan de Pasto.
Le Galeras est composé d'une large caldeira en fer à cheval ouverte vers l'ouest, au centre de laquelle se trouve un cône volcanique aux pentes régulières mais culminant à une altitude inférieure aux rebords de la caldeira.
Ses éruptions fréquentes qui émettent des laves andésitiques font du Galeras un des volcans les plus actifs de Colombie,. Au cours de ces éruptions majoritairement explosives qui le classent parmi les volcans gris de la ceinture de feu du Pacifique, le Galeras construit des dômes de lave et émet des nuées ardentes, des lahars, des explosions phréato-magmatiques et des coulées de lave.

## Histoire
Formé il y a environ un million d'années, il doit sa physionomie actuelle à deux effondrements majeurs survenus à la fin du Pléistocène ainsi qu'à la formation de la caldeira en fer à cheval en trois étapes qui ont chacune engendré de grandes avalanches de débris volcaniques et rocheux en direction de l'ouest.
Le Galeras entre fréquemment en éruption, généralement d'indice d'explosivité volcanique compris entre 2 et 3, et certaines entraînent parfois des dégâts matériels mais aussi des morts comme en 1993. Le type éruptif, la fréquence des éruptions et la proximité de zones densément peuplées telles que la ville de San Juan de Pasto ont décidé les volcanologues à inscrire le Galeras sur la liste des volcans de la décennie.
Le 3 janvier 2010, le volcan entre à nouveau en éruption, forçant l'évacuation de 8 000 personnes. Toutefois, le niveau d'alerte est abaissé dès le lendemain en raison du niveau d'activité qui décroit, laissant présager une fin prochaine de l'éruption.